# أكمية صعلاء
أكمية صعلاء (الاسم العلمي: Aechmea microcephala) هو نوع نباتي يتبع جنس الأكمية من فصيلة البروميلية.